# Tramlijn Veghel - Oss
De Tramlijn Veghel - Uden - Oss is een voormalige tramlijn tussen Veghel, Uden en Oss.

## Geschiedenis
De lijn werd op 19 januari 1885 geopend door de Compagnie des Chemins de Fer Provinciaux Neérlandais (CFPN) tot de Zuid-Willemsvaart. Een dag later werd de Tramlijn Veghel - Veghel haven in het verlengde van de lijn geopend, zodat de lijn ook voor goederenvervoer geschikt werd. Op 11 februari 1899 werd deze lijn overgenomen door de Stoomtramweg-Maatschappij 's-Bosch - Helmond (later hernoemd naar Stoomtram 's-Hertogenbosch - Helmond - Veghel - Oss).
Uiteindelijk kwam de lijn in handen van BBA. Daarna werd hij, net als veel andere tramlijnen, vervangen door een busdienst. De lijn werd op 8 oktober 1933 gesloten voor personenvervoer en op 15 november 1939 voor goederenvervoer. Daarna is de lijn opgebroken.